# Juha Salo
Juha Salo, né le 28 février 1976, est un pilote automobile finlandais de rallyes.

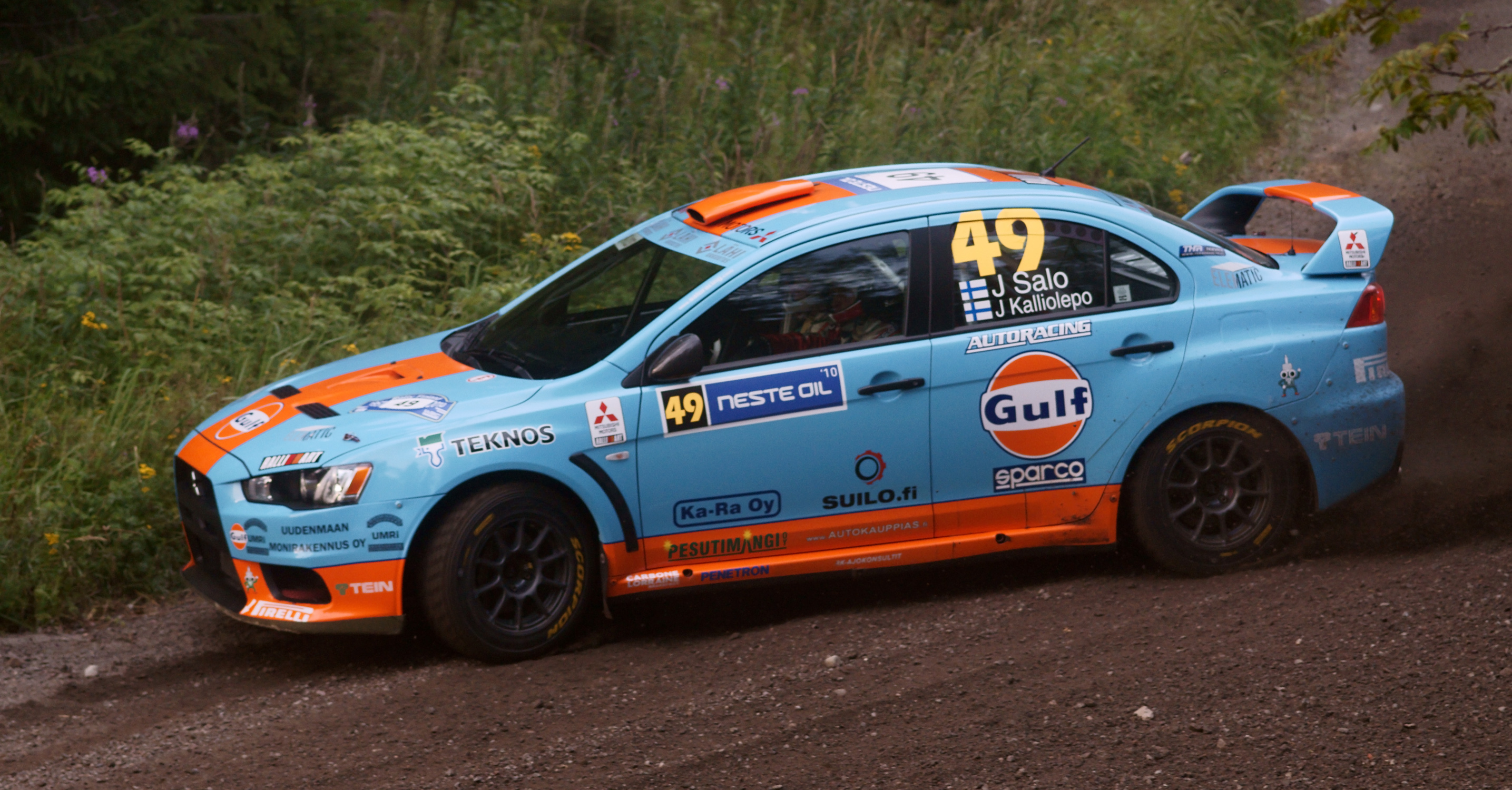
J.Salo au rallye de Finlande en 2010, sur Mitsubishi (Lancer Evo X).

## Biographie
Il a débuté la compétition automobile en 1997 sur Opel Astra GSi 16V, et reste toujours en activité en 2013.
Ses trois copilotes ont été Petri Keto de 1997 à 2001, Mika Stenberg de 2001 à 2010, et Marko Salminen depuis lors.
Il reste fidèle aux véhicules Mitsubishi Lancer (et Carisma) depuis 1999.
Il termine 14e du rallye de Finlande en 1013, et 15e en 2003 (1er du Groupe N (classe 4)). Ses principales équipes ont été Ralliart Finland, et Proton.
En 2008 et 2009 il participe au championnat chinois en deuxième moitié de saison, après avoir accompli son parcours annuel en compétition nationale.

## Palmarès(au 30/11/2014)

### Titres
- Double Champion de Finlande SM1: 2010 et 2011, sur Evo X;
- Quadruple Champion de Finlande du Grand Groupe N: 2002, 2004, 2005 et 2008, le tout sur Mitsubishi Lancer Evo de VII à IX;
- Champion de Chine des rallyes: 2009, sur Evo IX;
  - Vice-champion de Finlande des rallyes, en 2012;
  - Vice-champion de Finlande des rallyes SM1, en 2009;
  - Vice-champion de Finlande des rallyes du groupe N, en 2003 et 2007;
  - 3e du championnat de Finlande du groupe N, en 2006;

### 18 victoires en championnat de Finlande
- Rallye de Peurun: 2007 et 2008;
- Rallye de Vanajanlinna: 2008 et 2011;
- Rallye Arctique: 2008, 2009, 2011 et 2013;
- Rallye de Vartti: 2009;
- Rallye de Finnsco: 2009 et 2010;
- Rallye Itä: 2010 et 2013;
- Rallye de Vaakuna: 2011, 2013 et 2014;
- Rallye O.K. Auto: 2011 et 2013.

### 2 victoires en championnat de Chine (CRC)
- Rallye des montagnes de Changbai: 2008;
- Rallye de Chine: 2008 (5e au général).